# Es Migjorn Gran

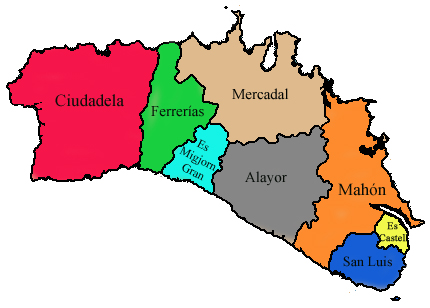

Es Migjorn Gran là một đô thị trên đảo Menorca, thuộc quần đảo Baleares, Tây Ban Nha.